# Franc (unité monétaire)

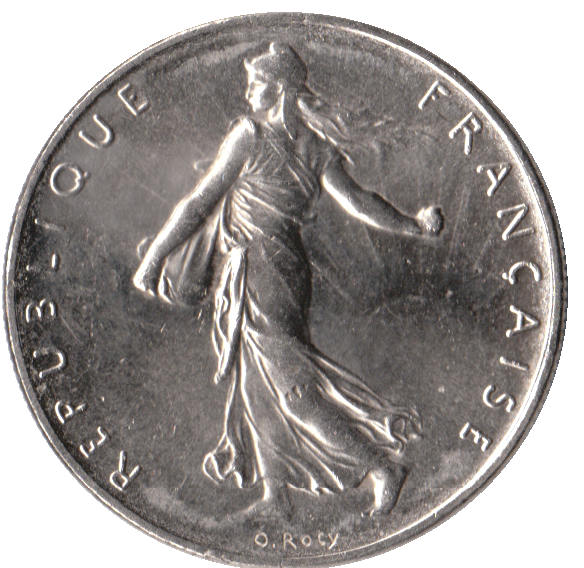
Avers d'une pièce de 1 franc français (type Semeuse).

Pour les articles homonymes, voir Franc.
Le franc est une unité monétaire utilisée d'abord en France puis par plusieurs autres pays. Il se divise généralement en 100 centimes.
La première monnaie ainsi désignée est le franc à cheval frappé en France en 1360. Il s'agit d'une pièce d'or émise pour payer la rançon du roi de France Jean II le Bon fait prisonnier par les Anglais à la bataille de Poitiers. 
Le terme perdure en tant que synonyme de la livre et il est choisi en 1795 quand la livre est remplacée par une monnaie décimale. Par la suite, une quarantaine de pays, la plupart francophones, appellent leur monnaie franc en Europe ou dans d’anciennes possessions françaises.
Après deux siècles, le franc français est remplacé par l'euro mis en circulation le 1er janvier 2002. Mais dix monnaies portent encore le nom de franc aujourd’hui (en vert dans la liste des devises ci-dessous), utilisées dans une vingtaine de pays.

## Liste des devises
| #   | Europe                             | Europe | Europe |
| FRF | France                             | Le franc français : après les épisodes du franc à cheval (1361-1364) et du franc à pied (1365-1575), le terme monétaire de franc désignant le franc d'argent (1575-1643) est toujours utilisé sous les règnes d'Henri III, Henri IV et Louis XIII pour désigner une grosse pièce d'argent de 14 g et ses divisionnaires : demi-franc et quart de franc. Sous l'Ancien Régime, le franc est le plus souvent l'autre appellation de la livre tournois. Au XVIIe et au XVIIIe siècle, dans l'esprit du public, 1 livre = 1 franc. La loi du 18 germinal an III (7 avril 1795) abolit l'ancien système fondé sur la livre et instaure, en France, le système monétaire décimal (1 franc = 10 décimes = 100 centimes), matérialisé par la pièce de 5 francs « Union et Force » gravée par A. Dupré : on abandonne le séculaire système livre-sou-denier au profit du franc germinal et du système décimal francs et centimes. L'écu d'argent de six livres de 30 g est remplacé par une pièce de cinq francs de 25 g. En 1800, les louis d'or et doubles louis sont remplacés par des pièces de 20 et 40 francs en or. Le franc va alors être utilisé en France pendant plus de deux siècles. Après une période de grande stabilité au XIXe siècle, le franc va connaître de nombreuses dévaluations à partir de la Première Guerre mondiale. Le franc Germinal ou franc-or (1803-1928) est remplacé par le franc Poincaré qui, après plusieurs nouvelles dévaluations, deviendra en 1959 l'ancien franc (1928-1959). Pendant la Seconde Guerre mondiale, les zones libérées ont utilisé temporairement plusieurs dénominations du franc liées au dollar américain, mais le franc Poincaré est rapidement redevenu indépendant en métropole, dans les DOM et en Afrique du Nord. Le franc Pinay (d'Antoine Pinay) ou franc lourd dit nouveau franc (1959-2002) redonne à la monnaie nationale française un peu de son lustre d'antan : 1 nouveau franc = 100 anciens francs. L'État frappe à nouveau des francs en argent dont la pièce de 5 francs Semeuse. Le franc avait également cours légal dans les régions françaises d'outre-mer (Guyane, Martinique, Guadeloupe, Réunion), les collectivités départementales de Mayotte et de Saint-Pierre-et-Miquelon, et les Terres australes et antarctiques françaises. Au 1er janvier 1999, le franc a continué de coexister parallèlement à l'introduction de l'euro. Dès le 1er janvier 2002, les pièces et billets libellés en franc ont été progressivement retirés de la circulation pour être définitivement remplacés par l'euro (EUR ou €) avec la parité de 1 EUR = 6,55957 FRF. |        |
| CHF | Suisse                             | Le franc suisse CHF (Code ISO 4217), abréviation Fr. ou fr. est utilisé par la Suisse, le Liechtenstein ainsi qu'à Campione d'Italia (Italie), commune enclavée dans le territoire suisse, et à Büsingen (Allemagne), commune enclavée dans le canton suisse de Schaffhouse. |        |
| CHF | Liechtenstein                      | Le franc suisse CHF (Code ISO 4217), abréviation Fr. ou fr. est utilisé par la Suisse, le Liechtenstein ainsi qu'à Campione d'Italia (Italie), commune enclavée dans le territoire suisse, et à Büsingen (Allemagne), commune enclavée dans le canton suisse de Schaffhouse. |        |
| BEF | Belgique                           | Le franc belge et le franc luxembourgeois étaient mutuellement convertibles (au taux de 1 BEF pour 1 LUF) dans le cadre du Benelux. Ils ont été remplacés par l'euro, de la même manière que le franc français, avec une parité égale pour les deux monnaies mais différente de celle du franc français (1 EUR = 40,3399 BEF). |        |
| LUF | Luxembourg                         | Le franc belge et le franc luxembourgeois étaient mutuellement convertibles (au taux de 1 BEF pour 1 LUF) dans le cadre du Benelux. Ils ont été remplacés par l'euro, de la même manière que le franc français, avec une parité égale pour les deux monnaies mais différente de celle du franc français (1 EUR = 40,3399 BEF). |        |
| MCF | Monaco                             | Le franc andorran et le franc monégasque étaient anciennement liés au franc français. Ils ont été remplacés par l'euro (EUR ou €) le 1er janvier 2002. |        |
| ADF | Andorre                            | Le franc andorran et le franc monégasque étaient anciennement liés au franc français. Ils ont été remplacés par l'euro (EUR ou €) le 1er janvier 2002. |        |
|     | / Sarre                            | Le franc sarrois utilisé par le territoire du Bassin de la Sarre de 1919 à 1935 puis par le protectorat français de la Sarre de 1947 à 1959 |        |
|     | Albanie                            | Le franc albanais nom de plusieurs monnaies émises en Albanie : république de Koritza de 1917 à 1921 (en albanais frange), ville de Vlorë de 1924 à 1926, Première République et royaume d'Albanie de 1926 à 1939 sous le règne de Zog Ier (en albanais frang, au pluriel franga), pendant l'occupation italienne de 1939 à 1944 sous laquelle le franc albanais était lié à la lire italienne. |        |
|     | Royaume de Westphalie              | Le franc du royaume de Westphalie : monnaie émise entre 1808 et 1813 sous le règne de Jérôme Bonaparte. Sa valeur était égale à celle du franc français. |        |
|     | Principauté de Lucques et Piombino | Le franc de la principauté de Lucques et Piombino : monnaie émise entre 1805 et 1808 sous le règne d'Élisa Bonaparte et son époux Félix Baciocchi. Sa valeur était égale à celle du franc français. |        |
|     | Océanie                            | |        |
| XPF | Nouvelle-Calédonie                 | Le franc pacifique ou franc CFP a cours dans les collectivités d'outre-mer françaises. Initialement lié au dollar américain au lendemain de la Seconde Guerre mondiale, il fut rattaché au franc français avec une parité fixe (0,55 FRF pour 100 XPF) garantie par le gouvernement français et le dépôt d'une réserve par l'IEOM à la Banque de France, il est aujourd'hui rattaché à l'euro. Son taux de change reste cependant révisable. |        |
| XPF | Polynésie française                | Le franc pacifique ou franc CFP a cours dans les collectivités d'outre-mer françaises. Initialement lié au dollar américain au lendemain de la Seconde Guerre mondiale, il fut rattaché au franc français avec une parité fixe (0,55 FRF pour 100 XPF) garantie par le gouvernement français et le dépôt d'une réserve par l'IEOM à la Banque de France, il est aujourd'hui rattaché à l'euro. Son taux de change reste cependant révisable. |        |
| XPF | Wallis-et-Futuna                   | Le franc pacifique ou franc CFP a cours dans les collectivités d'outre-mer françaises. Initialement lié au dollar américain au lendemain de la Seconde Guerre mondiale, il fut rattaché au franc français avec une parité fixe (0,55 FRF pour 100 XPF) garantie par le gouvernement français et le dépôt d'une réserve par l'IEOM à la Banque de France, il est aujourd'hui rattaché à l'euro. Son taux de change reste cependant révisable. |        |
| NHF | Nouvelles-Hébrides                 | Le franc des Nouvelles-Hébrides est la monnaie en vigueur dans le condominium franco-britannique des Nouvelles-Hébrides, d’abord subdivision du franc CFP entre 1945 et 1969 puis Franc des Nouvelles-Hébrides. Elle est remplacée en 1982 par le vatu à l’indépendance du Vanuatu de la France et du Royaume-Uni. |        |
|     | Afrique                            | |        |
| KMF | Comores                            | Le franc comorien était anciennement lié au franc français par un accord monétaire et le dépôt par la BCC d'un fonds de réserve à la Banque de France lui garantissant un change à taux fixe (historiquement 75 KMF pour 1 FRF) sous condition, il est aujourd'hui lié à l'euro. Son taux de change reste cependant révisable. |        |
| XAF | Cameroun                           | cf. franc camerounais (1960-1993) Le franc CFA BEAC a cours dans les pays d'Afrique centrale, membres de la communauté économique et monétaire de l'Afrique centrale (CEMAC). Anciennement lié au franc français par un accord monétaire et le dépôt par la BEAC d'un fonds de réserve à la Banque de France lui garantissant un change à taux fixe (historiquement 50 XAF pour 1 FRF, puis 100 XAF pour 1 FRF) sous condition, il est aujourd'hui lié à l'euro. Son taux de change reste cependant révisable. Bien qu'actuellement de valeur égale au franc CFA BCEAO, il n'est pas directement convertible avec lui. |        |
| XAF | République centrafricaine          | cf. franc camerounais (1960-1993) Le franc CFA BEAC a cours dans les pays d'Afrique centrale, membres de la communauté économique et monétaire de l'Afrique centrale (CEMAC). Anciennement lié au franc français par un accord monétaire et le dépôt par la BEAC d'un fonds de réserve à la Banque de France lui garantissant un change à taux fixe (historiquement 50 XAF pour 1 FRF, puis 100 XAF pour 1 FRF) sous condition, il est aujourd'hui lié à l'euro. Son taux de change reste cependant révisable. Bien qu'actuellement de valeur égale au franc CFA BCEAO, il n'est pas directement convertible avec lui. |        |
| XAF | République du Congo                | cf. franc camerounais (1960-1993) Le franc CFA BEAC a cours dans les pays d'Afrique centrale, membres de la communauté économique et monétaire de l'Afrique centrale (CEMAC). Anciennement lié au franc français par un accord monétaire et le dépôt par la BEAC d'un fonds de réserve à la Banque de France lui garantissant un change à taux fixe (historiquement 50 XAF pour 1 FRF, puis 100 XAF pour 1 FRF) sous condition, il est aujourd'hui lié à l'euro. Son taux de change reste cependant révisable. Bien qu'actuellement de valeur égale au franc CFA BCEAO, il n'est pas directement convertible avec lui. |        |
| XAF | Gabon                              | cf. franc camerounais (1960-1993) Le franc CFA BEAC a cours dans les pays d'Afrique centrale, membres de la communauté économique et monétaire de l'Afrique centrale (CEMAC). Anciennement lié au franc français par un accord monétaire et le dépôt par la BEAC d'un fonds de réserve à la Banque de France lui garantissant un change à taux fixe (historiquement 50 XAF pour 1 FRF, puis 100 XAF pour 1 FRF) sous condition, il est aujourd'hui lié à l'euro. Son taux de change reste cependant révisable. Bien qu'actuellement de valeur égale au franc CFA BCEAO, il n'est pas directement convertible avec lui. |        |
| XAF | Guinée équatoriale                 | cf. franc camerounais (1960-1993) Le franc CFA BEAC a cours dans les pays d'Afrique centrale, membres de la communauté économique et monétaire de l'Afrique centrale (CEMAC). Anciennement lié au franc français par un accord monétaire et le dépôt par la BEAC d'un fonds de réserve à la Banque de France lui garantissant un change à taux fixe (historiquement 50 XAF pour 1 FRF, puis 100 XAF pour 1 FRF) sous condition, il est aujourd'hui lié à l'euro. Son taux de change reste cependant révisable. Bien qu'actuellement de valeur égale au franc CFA BCEAO, il n'est pas directement convertible avec lui. |        |
| XAF | Tchad                              | cf. franc camerounais (1960-1993) Le franc CFA BEAC a cours dans les pays d'Afrique centrale, membres de la communauté économique et monétaire de l'Afrique centrale (CEMAC). Anciennement lié au franc français par un accord monétaire et le dépôt par la BEAC d'un fonds de réserve à la Banque de France lui garantissant un change à taux fixe (historiquement 50 XAF pour 1 FRF, puis 100 XAF pour 1 FRF) sous condition, il est aujourd'hui lié à l'euro. Son taux de change reste cependant révisable. Bien qu'actuellement de valeur égale au franc CFA BCEAO, il n'est pas directement convertible avec lui. |        |
| XOF | Bénin                              | Le franc CFA BCEAO a cours dans les pays d'Afrique de l'Ouest, membres de l'union économique et monétaire ouest-africaine (UEMOA). Anciennement lié au franc français par un accord monétaire et le dépôt par la BCEAO d'un fonds de réserve à la Banque de France lui garantissant un change à taux fixe (historiquement 50 XOF pour 1 FRF, puis 100 XOF pour 1 FRF) sous condition, il est aujourd'hui lié à l'euro. Son taux de change reste cependant révisable. Bien qu'actuellement de valeur égale au franc CFA BEAC, il n'est pas directement convertible avec lui. Est prévu son remplacement par l'Eco, dont la date effective de mise en circulation reste indéterminée,. |        |
| XOF | Burkina Faso                       | Le franc CFA BCEAO a cours dans les pays d'Afrique de l'Ouest, membres de l'union économique et monétaire ouest-africaine (UEMOA). Anciennement lié au franc français par un accord monétaire et le dépôt par la BCEAO d'un fonds de réserve à la Banque de France lui garantissant un change à taux fixe (historiquement 50 XOF pour 1 FRF, puis 100 XOF pour 1 FRF) sous condition, il est aujourd'hui lié à l'euro. Son taux de change reste cependant révisable. Bien qu'actuellement de valeur égale au franc CFA BEAC, il n'est pas directement convertible avec lui. Est prévu son remplacement par l'Eco, dont la date effective de mise en circulation reste indéterminée,. |        |
| XOF | Côte d'Ivoire                      | Le franc CFA BCEAO a cours dans les pays d'Afrique de l'Ouest, membres de l'union économique et monétaire ouest-africaine (UEMOA). Anciennement lié au franc français par un accord monétaire et le dépôt par la BCEAO d'un fonds de réserve à la Banque de France lui garantissant un change à taux fixe (historiquement 50 XOF pour 1 FRF, puis 100 XOF pour 1 FRF) sous condition, il est aujourd'hui lié à l'euro. Son taux de change reste cependant révisable. Bien qu'actuellement de valeur égale au franc CFA BEAC, il n'est pas directement convertible avec lui. Est prévu son remplacement par l'Eco, dont la date effective de mise en circulation reste indéterminée,. |        |
| XOF | Guinée-Bissau                      | Le franc CFA BCEAO a cours dans les pays d'Afrique de l'Ouest, membres de l'union économique et monétaire ouest-africaine (UEMOA). Anciennement lié au franc français par un accord monétaire et le dépôt par la BCEAO d'un fonds de réserve à la Banque de France lui garantissant un change à taux fixe (historiquement 50 XOF pour 1 FRF, puis 100 XOF pour 1 FRF) sous condition, il est aujourd'hui lié à l'euro. Son taux de change reste cependant révisable. Bien qu'actuellement de valeur égale au franc CFA BEAC, il n'est pas directement convertible avec lui. Est prévu son remplacement par l'Eco, dont la date effective de mise en circulation reste indéterminée,. |        |
| XOF | Mali                               | Le franc CFA BCEAO a cours dans les pays d'Afrique de l'Ouest, membres de l'union économique et monétaire ouest-africaine (UEMOA). Anciennement lié au franc français par un accord monétaire et le dépôt par la BCEAO d'un fonds de réserve à la Banque de France lui garantissant un change à taux fixe (historiquement 50 XOF pour 1 FRF, puis 100 XOF pour 1 FRF) sous condition, il est aujourd'hui lié à l'euro. Son taux de change reste cependant révisable. Bien qu'actuellement de valeur égale au franc CFA BEAC, il n'est pas directement convertible avec lui. Est prévu son remplacement par l'Eco, dont la date effective de mise en circulation reste indéterminée,. |        |
| XOF | Niger                              | Le franc CFA BCEAO a cours dans les pays d'Afrique de l'Ouest, membres de l'union économique et monétaire ouest-africaine (UEMOA). Anciennement lié au franc français par un accord monétaire et le dépôt par la BCEAO d'un fonds de réserve à la Banque de France lui garantissant un change à taux fixe (historiquement 50 XOF pour 1 FRF, puis 100 XOF pour 1 FRF) sous condition, il est aujourd'hui lié à l'euro. Son taux de change reste cependant révisable. Bien qu'actuellement de valeur égale au franc CFA BEAC, il n'est pas directement convertible avec lui. Est prévu son remplacement par l'Eco, dont la date effective de mise en circulation reste indéterminée,. |        |
| XOF | Sénégal                            | Le franc CFA BCEAO a cours dans les pays d'Afrique de l'Ouest, membres de l'union économique et monétaire ouest-africaine (UEMOA). Anciennement lié au franc français par un accord monétaire et le dépôt par la BCEAO d'un fonds de réserve à la Banque de France lui garantissant un change à taux fixe (historiquement 50 XOF pour 1 FRF, puis 100 XOF pour 1 FRF) sous condition, il est aujourd'hui lié à l'euro. Son taux de change reste cependant révisable. Bien qu'actuellement de valeur égale au franc CFA BEAC, il n'est pas directement convertible avec lui. Est prévu son remplacement par l'Eco, dont la date effective de mise en circulation reste indéterminée,. |        |
| XOF | Togo                               | Le franc CFA BCEAO a cours dans les pays d'Afrique de l'Ouest, membres de l'union économique et monétaire ouest-africaine (UEMOA). Anciennement lié au franc français par un accord monétaire et le dépôt par la BCEAO d'un fonds de réserve à la Banque de France lui garantissant un change à taux fixe (historiquement 50 XOF pour 1 FRF, puis 100 XOF pour 1 FRF) sous condition, il est aujourd'hui lié à l'euro. Son taux de change reste cependant révisable. Bien qu'actuellement de valeur égale au franc CFA BEAC, il n'est pas directement convertible avec lui. Est prévu son remplacement par l'Eco, dont la date effective de mise en circulation reste indéterminée,. |        |
| BIF | Burundi                            | Le franc burundais. Voir aussi le franc du Ruanda-Urundi, utilisé de 1960 à 1964. |        |
| CDF | République démocratique du Congo   | Le franc congolais. |        |
| DJF | Djibouti                           | Le franc Djibouti est rattaché par une parité fixe au dollar américain. |        |
| GNF | Guinée                             | Le franc guinéen. |        |
| RWF | Rwanda                             | Le franc rwandais. Voir aussi le franc du Ruanda-Urundi, utilisé de 1960 à 1964. |        |
| MGF | Madagascar                         | Le franc malgache remplace de 1960 à 2003 le franc français qui avait été établi en 1896 par le pouvoir colonial, il avait lui-même remplacé la monnaie locale, nommée ariary. 5 francs valait 1 ariary ancien. Le terme ariary fut populairement utilisé en parallèle. Depuis 2003 l'ariary (de code MGA) est redevenu devise officielle (les billets actuels présentent la valeur en ariary, ainsi que leur correspondance en « francs malgaches » en petites lettres). |        |
| MLF | Mali                               | Le franc malien fut utilisé entre le 30 juin 1962 et le 1er juillet 1984, et remplacé depuis par le franc CFA BCEAO lorsque le Mali a adhéré à l'UEMOA. |        |
|     | Algérie française Algérie          | Le franc algérien, remplace de 1848 à 1962 le franc français qui avait été établi en 1848 par le pouvoir métropolitain. De 1962 à 1964, avait la même valeur que l'ancien franc français, à l'indépendance du territoire, l'Algérie adopte son nouveau franc qui est remplacé par le dinar algérien. Le terme franc est resté en usage pour les centimes. |        |
|     | Maroc                              | Le franc marocain, utilisé de 1920 à 1958, date à laquelle il est remplacé par le Dirham marocain, soit deux ans après l'indépendance. |        |
|     | Tunisie                            | Le franc tunisien, remplace de 1891 à 1958 le rial tunisien, cette monnaie est remplacée à l'indépendance par le dinar tunisien. |        |
|     | État du Katanga                    | Le franc katangais. |        |
|     | Amérique                           | |        |
|     | Saint-Pierre-et-Miquelon           | Saint-Pierre-et-Miquelon utilisait le franc de Saint-Pierre-et-Miquelon jusqu'en 1965. |        |
|     | Asie                               | |        |
|     | Cambodge                           | Le franc cambodgien, monnaie en circulation entre 1875 et 1885 sous le protectorat français. |        |
|     | Monde                              | |        |
| XFU | Monde                              | Le franc UIC était une unité monétaire utilisée par l'union internationale des chemins de fer. |        |

Légende
- Continent
- Franc ayant toujours cours
- Franc n'ayant plus cours